# Car tel est notre plaisir
« Car tel est notre plaisir » est une formulation de droit français issue de l'Ancien régime. Elle était une marque de la souveraineté des rois de France.

## Définition
« Car tel est notre plaisir » est la formule par laquelle le roi de France affirme sa souveraineté dans l'édiction d'un acte. Il ne s'agit toutefois pas de la traduction d'un quelconque arbitraire : le mot « plaisir » vient du latin placitum, qui désigne une décision, un choix, sans connotation négative. La formule latine originale, « Quod principi placuit legis habet vigorem », se traduit ainsi par « La résolution du Prince a force de loi ».
La formule témoigne de l'autonomie et l'indépendance du roi de France vis-à-vis de toute autorité qui se prétendrait supérieure, comme la papauté. Jean Bodin écrit notamment, dans les Six Livres de la République : « Aussi voyons nous à la fin des edicts et ordonnances ces mots : CAR TEL EST NOSTRE PLAISIR, pour faire entendre que les loix du Prince souverain, ores qu'elles fussent fondées en bonnes et vives raisons, neantmoins qu'elles ne dependent que de sa pure et franche volonté ».

## Histoire
Dès Charles VII, la formule « Car tel est notre plaisir » termine les actes royaux, et notamment les lettres patentes. La version la plus ancienne dont on dispose est celle qui clôt une ordonnance du 10 août 1381, à Saint-Victor-lès-Paris, qui finit par « Car ainsi nous plaît-il être fait ». Elle a connu des variations avec le temps. Sous François Ier, on trouve plus souvent « Car ainsi nous plaist il estre fait ». On trouve également « Car ainsi l'avons-nous ordonné et voulons être fait ».
Il semblerait que Louis XVI ait utilisé la formule « Car tel est notre bon plaisir », ce qui aurait incité les républicains à instruire le procès du « régime du bon plaisir » en 1792-1793. Jean-Clément Martin rapporte ainsi que le 3 novembre 1789, le roi approuve la Déclaration des droits de l'homme et du citoyen de 1789 par une lettre patente qui se conclut par la formule « Car tel est notre bon plaisir » ; face à la réaction vive de l'Assemblée, la formule est changée le lendemain.
Napoléon Ier la réutilise à partir de 1804, soulevant l'indignation de ses adversaires royalistes. La Restauration utilise à la formule « Car tel est notre bon plaisir » à son tour.

## Débats et controverses
La formule « Car tel est notre plaisir » est parfois rapportée comme ayant été « Car tel est notre bon plaisir », formulation devenue un symbole de l'arbitraire et du despotisme du pouvoir royal. La formule n'existe toutefois, selon une enquête de Jean Sévillia, sur aucun texte royal français archivé. Roger Alexandre soutient dans un ouvrage de 1901 qu'elle apparaît dans des actes de la fin du XVIIIe siècle. On la trouverait dans une lettre patente du 22 février 1719 qui aurait accordé des privilèges à un imprimeur et libraire du Havre.